# Fonction puissance
En mathématiques, et plus spécialement en analyse, les fonctions puissances sont les fonctions fa notées 
{\displaystyle f_{a}:x\mapsto x^{a}}
où a, que l'on appelle l'exposant de la fonction puissance, peut désigner un entier naturel, un entier relatif, un nombre rationnel, un réel quelconque voire un complexe. Selon la nature de a, l'ensemble de définition de la fonction fa peut changer.
Définie en général comme fonction de la variable réelle, on peut la trouver dans certains cas comme fonction complexe. Les fonctions puissances à exposant entier servent de base dans la construction des fonctions polynomiales et dans les développements en séries. Les fonctions puissances à exposant réel servent à modéliser des relations tant en physique qu'en biologie ou en économie.

## Fonction de la variable réelle

### Exposant entier naturel

Fonctions puissances pour un exposant 0 (noir), 1 (bleu), 2 (rouge), 3 (vert), 4 (orange), 5 (violet).

Ce sont les fonctions définies sur ℝ par 
{\displaystyle f_{n}(x)=x^{n}=\underbrace {x\times \cdots \times x} _{n}.}
Pour n pair, la fonction associée est paire, c'est-à-dire que, pour tout réel x, f(–x) = f(x), et la courbe représentative possède l'axe des ordonnées comme axe de symétrie.
Pour n impair, la fonction est impaire, c'est-à-dire que, pour tout réel x, f(–x) = –f(x), et la courbe représentative possède le point O comme centre de symétrie.
Les premières valeurs de n correspondent à des fonctions de référence : 
- pour n = 1, il s'agit de la fonction identité f(x) = x ;
- pour n = 2, il s'agit de la fonction carré ;
- pour n = 3, il s'agit de la fonction cube ;
- pour n = 0, par convention, la fonction x ↦ x0 est la fonction constante f(x) = 1 .

Toutes ces fonctions prennent la valeur 1 en 1. Plus l'exposant augmente, plus la courbe s'écrase sur l'axe des abscisses entre –1 et 1, et plus sa pente est raide en dehors de cet intervalle. En particulier, si m < n, alors pour tout x de l'intervalle ]0, 1[, xn < xm et pour tout x strictement supérieur à 1, xn > xm.
La fonction constante 1 étant mise à part, les fonctions puissances sont toutes strictement croissantes sur l'ensemble des réels positifs. Leur limite en plus l'infini est toujours plus l'infini et leur valeur en 0 est toujours 0. Pour un exposant strictement supérieur à 1, la courbe possède, en plus l'infini et en moins l'infini, une branche parabolique d'axe (Oy). Sur l'ensemble des réels négatifs, il faut distinguer le cas des exposants pairs non nuls pour lesquels la fonction est décroissante, et le cas des exposants impairs, pour lesquels la fonction est strictement croissante. Si l'exposant est impair et différent de 1, la courbe possède un point d'inflexion à l'origine.
Une fonction puissance est toujours dérivable sur ℝ. Si l'exposant est nul, la dérivée de f est nulle ; sinon, sa fonction dérivée est : 
{\displaystyle f'_{n}(x)=nx^{n-1}}.
Ceci peut se démontrer par exemple en revenant à la définition du nombre dérivé et en utilisant le binôme de Newton.
Enfin, une telle fonction possède toujours des primitives définies par 
{\displaystyle F_{n}(x)={\frac {1}{n+1}}x^{n+1}+{\rm {{Cste}.}}}
Les fonctions puissances à exposant entier servent à construire les fonctions polynomiales. On les retrouve aussi dans le développement en série entière des autres fonctions.

### Exposant entier négatif

Fonctions puissances pour un exposant –1 (bleu), –2 (rouge), –3 (vert).

Ce sont les fonctions définies sur ℝ* par 
{\displaystyle f_{-n}(x)=f_{n}(1/x)=x^{-n}={\frac {1}{x^{n}}}={\frac {1}{f_{n}(x)}}.}
De même que fn, la fonction f–n est paire pour n pair et impaire pour n impair.
La première valeur de n correspond à une fonction de référence : 
- pour n = 1, il s'agit de la fonction inverse. C'est la seule des fonctions puissances dont la représentation graphique donne une hyperbole.

Toutes ces fonctions prennent la valeur 1 en 1. Plus l'exposant augmente, plus la courbe s'écrase sur l'axe des abscisses avant –1 et après 1, et plus sa pente est raide dans les intervalles ]–1 ; 0[ et ]0 ; 1[. En particulier, si m < n alors, pour tout x de l'intervalle ]0 ; 1[, x–n > x–m et pour tout x supérieur à 1, x–n < x–m.
Ces fonctions puissances sont toutes strictement décroissantes sur l'ensemble des réels positifs. Leur limite en plus l'infini est toujours 0 et leur limite en 0 par valeurs positives est toujours plus l'infini. La courbe possède donc deux asymptotes, d'équations x = 0 et y = 0. Sur l'ensemble des réels négatifs, il faut distinguer le cas des exposants pairs non nuls pour lesquels la fonction est croissante, et le cas des exposants impairs, pour lesquels la fonction est strictement décroissante.
Une telle fonction puissance est toujours dérivable sur ℝ* :
{\displaystyle f'_{-n}(x)=-nx^{-n-1}=-{\frac {n}{x^{n+1}}}.}
En effet,
{\displaystyle f_{-n}'(x)=\left({\frac {1}{f_{n}}}\right)'(x)=-{\frac {f_{n}'(x)}{f_{n}^{2}(x)}}=-{\frac {nx^{n-1}}{(x^{n})^{2}}}=-{\frac {nx^{n-1}}{x^{2n}}}=-nx^{n-1-2n}=-nx^{-n-1}.}
Une telle fonction possède toujours des primitives définies sur ]–∞ , 0[ ou sur ]0 , ∞[ par 
{\displaystyle F_{-n}(x)={\frac {x^{-n+1}}{-n+1}}+C=-{\frac {1}{(n-1)x^{n-1}}}+C,\quad C\in \mathbb {R} } pour n différent de 1
ou par
{\displaystyle F_{-1}(x)=\ln(|x|)+C,\quad C\in \mathbb {R} .}

### Racinesn-ièmes  et exposants rationnels

Fonctions puissances pour un exposant 1/2 (bleu), 1/3(rouge).

Pour tout entier naturel non nul n, la fonction fn est une bijection
- de [0, +∞[ sur [0, +∞[ si n est pair
- de ℝ sur ℝ si n est impair

Elle a donc une réciproque qui s'appelle la racine n-ième et peut aussi s'écrire sous forme de puissance :
{\displaystyle f_{n}^{-1}(x)={\sqrt[{n}]{x}}=x^{1/n}.}
Sa limite en +∞ est toujours +∞ mais la courbe est tournée vers l'axe des abscisses. On parle alors de branche parabolique d'axe Ox. Dans un repère orthonormal, la courbe représentative de f1/n est symétrique de celle de fn (restreinte éventuellement à [0, +∞[) par rapport à la droite d'équation y = x.
Cette fonction est dérivable sur son ensemble de définition sauf en 0 où la courbe possède pour tangente l'axe des ordonnées. La dérivée de f1/n se calcule à l'aide de la dérivée de la fonction réciproque et s'exprime par :
{\displaystyle f_{1/n}'(x)={\frac {1}{n}}{\frac {1}{x}}x^{1/n}.}
Elle possède sur son ensemble de définition des primitives définies par 
{\displaystyle F_{1/n}(x)={\frac {n}{n+1}}x\cdot x^{1/n}+{\rm {Cste}}.}
Il est possible, à partir des fonctions racines, d'étendre la définition des fonctions puissance à tout exposant rationnel comme suit :
{\displaystyle x^{p/n}=f_{p/n}(x)=f_{p}\circ f_{1/n}(x)=({\sqrt[{n}]{x}})^{p}.}

### Exposant réel

Fonctions puissances pour un exposant -0,5 (rouge), 0 (noir), 0,6 (vert), 1(bleu), 1,7 (violet)

#### Étude générale
Grâce aux fonctions exponentielle et logarithme, on peut généraliser les fonctions puissances à tout exposant a réel. Pour tout réel x strictement positif, la fonction fa est alors définie par:
{\displaystyle f_{a}(x)=x^{a}={\rm {e}}^{a\ln(x)}}
Selon les valeurs de a, elle est parfois prolongeable par continuité en 0 (voire à ℝ* ou ℝ (cf supra)). Selon les valeurs de a, le prolongement peut ou non être dérivable en 0. le sens de variation dépend du signe de a.
La convexité d'une fonction est liée au signe de sa dérivée seconde. Ici la convexité d'une fonction puissance est liée au signe de a(a–1).
| Valeur de a | Prolongeable en 0 | Dérivable en 0 | Sens de variation | Comportement à l'infini      | Convexité |
| ----------- | ----------------- | -------------- | ----------------- | ---------------------------- | --------- |
| a < 0       | non               | non            | décroissante      | asymptote d:y = 0            | convexe   |
| a = 0       | oui               | oui            | constante         | confondue avec d:y=1         | droite    |
| 0 < a < 1   | oui               | non            | croissante        | branche parabolique d'axe Ox | concave   |
| a = 1       | oui               | oui            | croissante        | confondue avec d:y=x         | droite    |
| a > 1       | oui               | oui            | croissante        | branche parabolique d'axe Oy | convexe   |

#### Dérivée et primitive
La fonction puissance est toujours dérivable sur ]0 ; +∞[ et sa dérivée s'exprime toujours sous la forme 
{\displaystyle f_{a}'(x)=ax^{a-1}}
Pour un exposant a différent de -1, elle possède toujours des primitives sur ce même intervalle définies par
{\displaystyle F_{a}(x)={\frac {x^{a+1}}{a+1}}}
Pour l'exposant –1, on retrouve comme primitive la fonction logarithme népérien appelé aussi parfois logarithme hyperbolique en référence à l'aire sous l'hyperbole représentant la fonction inverse.

#### Croissances comparées
Les fonctions logarithmes et exponentielle de base b > 1 et les fonctions puissances d'exposant a > 0 ont toutes une limite infinie en +∞. Il est donc intéressant de définir leur force respective et de comparer leur croissance.
On démontre qu'en +∞, l'exponentielle est toujours plus forte que la puissance et cette dernière est toujours plus forte que le logarithme.
Cela signifie que pour tout b > 1 et tout a > 0,
{\displaystyle \lim _{x\to +\infty }{\frac {b^{x}}{x^{a}}}=+\infty \quad {\rm {et}}\quad \lim _{x\to +\infty }{\frac {\log _{b}(x)}{x^{a}}}=0.}

#### Infiniment petit et fonction höldérienne
Pour a strictement positif, on a {\displaystyle \lim _{x\to 0}{f_{a}(x)}=0}. On peut dès lors chercher à comparer la force de cette convergence avec la force de convergence d'autres fonctions.
Ainsi on dira que f est un infiniment petit d'ordre supérieur ou égal à n au voisinage de 0 si {\displaystyle {\frac {f(x)}{x^{n}}}} est borné sur un intervalle ouvert contenant 0,.
On dit que f est a-höldérienne sur un intervalle I s'il existe un réel M tel que, pour tous réels x et y de I,
{\displaystyle |f(x)-f(y)|\leq M|x-y|^{a}.}
En général, on prend a compris entre 0 et 1 car si a est strictement supérieur à 1, cette condition conduit à dire que f est constante sur I.
La fonction puissance d'exposant a, pour 0 < a ≤ 1, est l'exemple le plus simple de fonction a-höldérienne. En effet, pour tous réels x ≥ y ≥ 0,
{\displaystyle 0\leq x^{a}-y^{a}\leq (x-y)^{a}}.

#### Fonction à rapport constant
Théorème — Une fonction f : ]0, +∞[ → ℝ, non identiquement nulle et continue en au moins un point, vérifie l'équation fonctionnelle f(xy) = f(x)f(y) si et seulement si elle est de la forme x ↦ xa pour un certain réel a.
Par conséquent, une fonction f : ]0, +∞[ → ℝ* continue en au moins un point est proportionnelle à une fonction puissance si et seulement si elle vérifie la propriété suivante : des rapports de x égaux induisent des rapports de f(x) égaux, c'est-à-dire :
{\displaystyle {\text{si }}{\frac {x}{y}}={\frac {u}{v}}{\text{ alors }}{\frac {f(x)}{f(y)}}={\frac {f(u)}{f(v)}}.}

#### Développement en série
La fonction fa est développable en série entière au voisinage de x0 selon la formule
{\displaystyle (x_{0}+x)^{a}=\sum _{n=0}^{+{\infty }}{{a \choose n}\,x_{0}^{a-n}x^{n}}.}
où 
{\displaystyle {a \choose n}={\frac {a(a-1)(a-2)\cdots (a-n+1)}{n!}}\ {\textrm {et}}\ {a \choose 0}=1}
sont des coefficients binomiaux généralisés.
On remarque que pour a entier naturel, la somme comporte un nombre fini de termes : il s'agit de la formule du binôme. Le rayon de convergence de cette série est alors infini.
Si a n'est pas entier naturel, la somme comporte une infinité de termes et le rayon de convergence est de {\displaystyle x_{0}}. Voir aussi Fonction hypergéométrique#Cas particuliers.

## Utilisations
La multiplicité des formes de courbes de fonctions puissances en fait de bons candidats pour des modélisations de phénomènes en physique, biologie, allométrie ou économie. Dès que l'on observe que la courbe exprimant y en fonction de x a une allure ressemblant aux courbes précédemment décrites, on peut proposer un modèle de la forme 
{\displaystyle y=Kx^{a}}
Par abus de langage, on parle alors encore de fonctions puissances et l'on écrit que y est une fonction puissance de x.
On cherche aussi une modélisation de ce type dès que des rapports égaux entre valeurs de x induisent des rapports égaux entre les valeurs de y.
Dans cette modélisation, il s'agit de trouver la meilleure valeur de K et de a modélisant cette relation. On peut chercher a sous forme rationnelle, on cherche alors deux entiers p et q tels que 
{\displaystyle y^{q}=K'x^{p}},
ou encore deux entiers relatifs p' et q tels 
{\displaystyle y^{q}x^{p'}=K'}.
Pour des courbes de type a < 1, on cherche p' et q positifs ; pour des courbes de type 0 < a < 1, on cherche des entiers p' et q de signes contraires, l'exposant de y étant, en valeur absolue, supérieur à l'exposant de x. Enfin, pour a > 1, on cherche des exposants de signes contraires, celui de x étant en valeur absolue plus grand que celui de y.

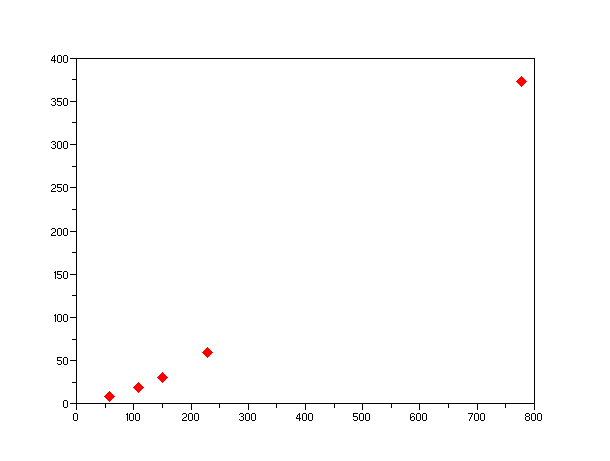
Période (en millions de secondes) des trajectoires des planètes du Système solaire en fonction du demi-grand axe (en millions de km).

Ainsi par exemple pour mettre en place la troisième loi de Kepler, donnant la relation entre le demi-grand axe de la trajectoire d'une planète et la période de celle-ci, on peut observer que la courbe donnant la période en fonction du demi-grand axe est du type puissance avec a > 1. À partir du tableau de mesures, 
| Planète | demi grand axe R en 109 m | période T en 106 s |
| Mercure | 57,9                      | 7,58               |
| Vénus   | 108,2                     | 19,36              |
| Terre   | 149,6                     | 31,47              |
| Mars    | 227,9                     | 59,19              |
| Jupiter | 778,3                     | 373,32             |

on cherche donc à vérifier si T/R2 ou T2/R3 est constante. La seconde tentative est la bonne et donne une constante d'environ 2,96 × 10–4.
Lorsque la relation est plus compliquée, il est préférable de procéder à un ajustement logarithmique. En effet, si la relation entre y et x est telle que 
{\displaystyle y=Kx^{a}}
alors il doit exister une relation affine entre ln(x) et ln(y) :
{\displaystyle \ln(y)=a\ln(x)+\ln(K)}
Un ajustement linéaire sur le nuage de points (ln(x), ln(y)) permet alors de retrouver la fonction puissance liant x et y. Si 
{\displaystyle \ln(y)=m\ln(x)+p}
alors 
{\displaystyle y={\rm {e}}^{p}x^{m}}
Pour vérifier si un ajustement sous forme de fonction puissance est envisageable, il suffit donc de placer le nuage de points dans un repère log-log. Si les points semblent alignés, un ajustement par une fonction puissance est envisageable.
Dans le domaine économique, les courbes de concentration de Lorenz donnent sur l'intervalle [0;1] des courbes que l'on peut modéliser par des fonctions puissances. Cette modélisation est légitime lorsque les phénomènes étudiés suivent tous deux une loi de Pareto.

## Fonction de la variable complexe
Pour la variable complexe, on peut définir sur {\displaystyle \mathbb {C} }, la fonction {\displaystyle z\mapsto z^{n}}, pour tout entier naturel n. Ces fonctions servent à construire les fonctions polynomiales sur {\displaystyle \mathbb {C} } et à construire le développement en série des fonctions holomorphes. Il est aussi possible de définir sur {\displaystyle \mathbb {C} ^{*}}, la fonction {\displaystyle z\mapsto z^{n}}, pour tout entier négatif.
Mais il n'est pas possible de définir sur {\displaystyle \mathbb {C} ^{*}} de manière univoque za, où a est un complexe ou réel. En effet, il faut se limiter à un ouvert de {\displaystyle \mathbb {C} ^{*}} dans lequel il existe une détermination log du logarithme complexe. Dans un tel ouvert, fa est alors une fonction holomorphe définie par: 
{\displaystyle f_{a}(z)=\exp(a\,log(z))=z^{a}}